# Merna Refaat
Merna Refaat (* 16. August 2004) ist eine ägyptische Tennisspielerin.

## Karriere
Refaat spielt überwiegend Turniere der ITF Women’s World Tennis Tour, wo sie bislang einen Titel im Einzel und vier im Doppel gewann. 
Bislang wurde sie einmal für die ägyptische Billie-Jean-King-Cup-Mannschaft nominiert, mit einer Bilanz von 0:4.

## Turniersiege

### Einzel
| Nr. | Datum            | Turnier  | Kategorie | Belag     | Finalgegnerin | Ergebnis |
| --- | ---------------- | -------- | --------- | --------- | ------------- | -------- |
| 1.  | 6. November 2022 | Monastir | ITF W15   | Hartplatz | Sarah Iliev   | 6:3, 6:1 |

### Doppel
| Nr. | Datum            | Turnier             | Kategorie | Belag     | Partnerin                  | Finalgegnerinnen                  | Ergebnis         |
| --- | ---------------- | ------------------- | --------- | --------- | -------------------------- | --------------------------------- | ---------------- |
| 1.  | 5. November 2022 | Monastir            | ITF W15   | Hartplatz | Eleni Kordolaimi           | Océane Babel Manon Léonard        | 6:3, 0:6, [10:8] |
| 2.  | 18. Februar 2023 | Scharm asch-Schaich | ITF W15   | Hartplatz | Klaudija Bubelytė          | Giuliana Bestetti Beatrice Stagno | 6:2, 7:66        |
| 3.  | 25. Mai 2024     | Monastir            | ITF W15   | Hartplatz | Angella Okutoyi            | Liu Leyi Xu Jiayu                 | 6:2, 6:2         |
| 4.  | 5. Juli 2025     | Monastir            | ITF W15   | Hartplatz | Lamis Alhussein Abdel Aziz | Patricija Paukštytė Elyse Tse     | 6:4, 3:6, [10:7] |